# Ragnar Fredrikson
John Ragnar Fredrikson, född 10 april 1904 i Stockholm, död 1995, var en svensk tecknare, litograf, målare och typograf. 
Fredrikson studerade vid Tekniska skolan i Stockholm 1929 samt med självstudier under en resa till Paris 1952. Vid sidan av sitt konstnärskap har han periodvis provat på flera yrken bland  annat som lastbilschaufför och trädgårdsarbetare. Han blev under andra världskriget gengasförgiftad och arbetade sedan dess uteslutande som konstnär. Han debuterade i en utställning på Färg och Form i Stockholm 1946 och genomförde en separatutställning på Modern konst i hemmiljö. Som tecknare är Fredrikson en outsider bland övriga svenska tecknare, han skildrade sina upplevelser av människorna i galghumoristiska och ganska groteska situationsbilder. Han målade även landskapsmotiv i tempera. Fredrikson är representerad vid Nationalmuseum med en tuschlavering.